# Bill Hader
William Thomas „Bill“ Hader Jr. (* 7. Juni 1978 in Tulsa, Oklahoma) ist ein US-amerikanischer Komiker, Schauspieler, Synchronsprecher und Drehbuchautor.

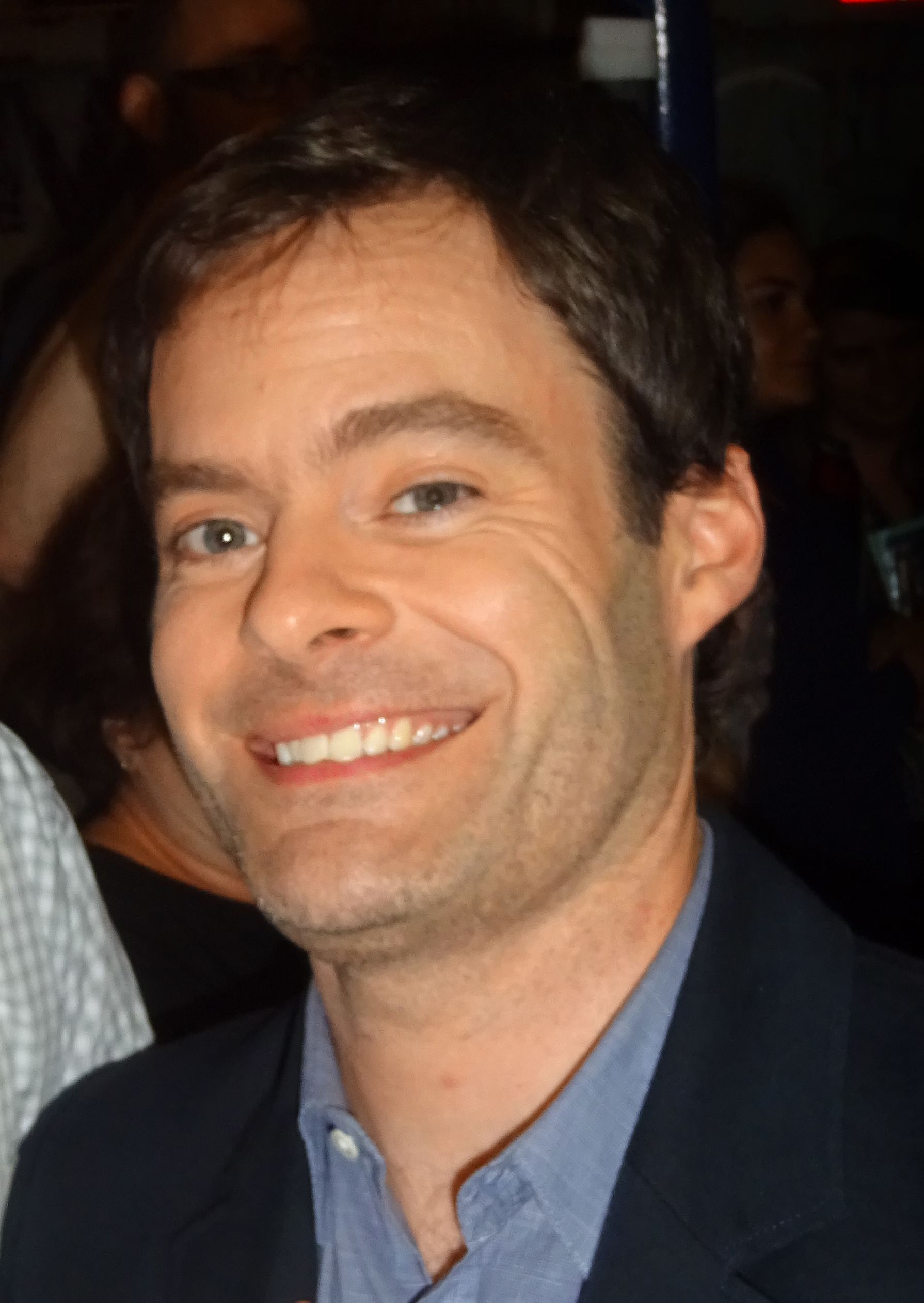
Bill Hader, 2016

## Leben
Seit dem Jahr 2004 war Bill Hader als Schauspieler in über 100 Film- und Fernsehproduktionen zu sehen. Größere Bekanntheit erlangte er ab 2018 durch die Hauptrolle in der Comedyserie Barry. Seine Darstellung des titelgebenden Profikillers, der sich in Los Angeles als Schauspielschüler versucht, brachte ihm u. a. zweimal den Emmy als bester Hauptdarsteller in einer Comedyserie ein.
Ergänzend zu seiner Arbeit als Schauspieler wirkte er bis 2013 regelmäßig in verschiedenen Funktionen bei der Produktion der Show Saturday Night Live mit. Daneben synchronisierte er Figuren in verschiedenen Trickfilmen und Serien. Er ist außerdem Autor für die gesellschaftskritische Comedyserie South Park, in der er neben Trey Parker und Matt Stone arbeitet. In seiner Rolle als Produzent der Serie erhielt er 2009 den Emmy für das Beste Animierte Programm.
Ende Juni 2023 wurde Hader Mitglied der Academy of Motion Picture Arts and Sciences.
Mit seiner Ex-Frau Maggie Carey hat Hader drei Töchter. Das Paar heiratete 2006, 2017 folgte die Trennung. Ab Januar 2020 war er mit Rachel Bilson liiert. Um 2021 führte er eine Beziehung mit Anna Kendrick, bevor er 2023 mit Komikerin Ali Wong zusammenkam.

## Filmografie (Auswahl)
- 2002: Collateral Damage – Zeit der Vergeltung (Collateral Damage, Produktionsassistent)
- 2005–2014: Saturday Night Live (Fernsehshow, 161 Folgen, auch Drehbuchautor)
- 2006: Ich, Du und der Andere (You, Me and Dupree)
- 2007: Die Solomon Brüder (The Brothers Solomon)
- 2007: Superbad
- 2007: Hot Rod – Mit Vollgas durch die Hölle (Hot Rod)
- 2007: Beim ersten Mal (Knocked Up)
- 2008: Tropic Thunder
- 2008: Nie wieder Sex mit der Ex (Forgetting Sarah Marshall)
- 2008: Ananas Express (Pineapple Express)
- 2009: Nachts im Museum 2 (Night at the Museum: Battle of the Smithsonian)
- 2009: Adventureland
- 2009: Year One – Aller Anfang ist schwer (Year One)
- 2009: Ice Age 3 – Die Dinosaurier sind los (Ice Age: Dawn of the Dinosaurs, Stimme)
- 2009: Wolkig mit Aussicht auf Fleischbällchen (Cloudy with a Chance of Meatballs, Stimme)
- 2010: Scott Pilgrim gegen den Rest der Welt (Scott Pilgrim vs. the World, Stimme)
- 2011: Paul – Ein Alien auf der Flucht (Paul)
- 2011: Das Rotkäppchen-Ultimatum (Hoodwinked Too! Hood vs. Evil, Stimme)
- 2011–2014: South Park (Fernsehserie, 5 Folgen, Stimme)
- 2012: Men in Black 3
- 2012–2014: The Mindy Project (Fernsehserie, 5 Folgen)
- 2012–2014, 2020: Bob’s Burgers (Fernsehserie, 8 Folgen, Stimme)
- 2013: Die Monster Uni (Monsters University, Stimme)
- 2013: Turbo – Kleine Schnecke, großer Traum (Turbo, Stimme)
- 2013: Clear History
- 2013: Die To-Do Liste (The To Do List)
- 2013: Wolkig mit Aussicht auf Fleischbällchen 2 (Cloudy with a Chance of Meatballs 2, Stimme)
- 2013: Star Trek Into Darkness (Stimme)
- 2013: Her (Sprechrolle)
- 2013: Drunk History (Fernsehserie, 1 Folge)
- 2013–2014: The Awesomes (Fernsehserie, 15 Folgen, Stimme)
- 2014: The Skeleton Twins
- 2014: They Came Together
- 2014: Das Verschwinden der Eleanor Rigby (The Disappearance of Eleanor Rigby: Them)
- 2014: 22 Jump Street
- 2015: Liebe ohne Krankenschein (Accidental Love)
- 2015: Alles steht Kopf (Inside Out, Stimme)
- 2015: Dating Queen (Trainwreck)
- 2015: Star Wars: Das Erwachen der Macht (Star Wars: The Force Awakens)
- 2015: Brooklyn Nine-Nine (Fernsehserie, Folge 3x01)
- seit 2015: Documentary Now! (Serienschöpfer)
- 2016: Angry Birds – Der Film (The Angry Birds Movie, Stimme)
- 2016: Sausage Party – Es geht um die Wurst (Sausage Party, Stimme)
- 2016: Findet Dorie (Finding Dory, Stimme)
- 2016: BFG – Big Friendly Giant (The BFG)
- 2016: Inside Amy Schumer
- 2017: Power Rangers (Stimme)
- 2018–2023: Barry (Fernsehserie, 32 Folgen, auch Drehbuch & Regie)
- 2019: Angry Birds 2 – Der Film (The Angry Birds Movie 2, Stimme)
- 2019: Es Kapitel 2 (It Chapter Two)
- 2019: Noelle
- 2021: Die Addams Family 2 (The Addams Family 2, Stimme)
- 2022: Lightyear (Stimme)
- 2023: Beau Is Afraid

## Auszeichnungen
- 2008: Peabody Award für Saturday Night Live Political Satire 2008
- 2009: Emmy für Bestes animiertes Programm (mit einer Länge von weniger als 60 Minuten) für South Park
- 2018: Emmy als bester Hauptdarsteller – Comedyserie in Barry
- 2018: Peabody Award für Barry
- 2019: Emmy als bester Hauptdarsteller – Comedyserie in Barry
- 2019: Writers Guild of America Award in der Kategorie Neue Serie für Barry
- 2019: Directors Guild of America Award für Beste Regie in einer Comedy-Serie für Barry
- 2020: Writers Guild of America Award in der Kategorie Beste Comedy-Serie für Barry
- 2020: Directors Guild of America Award für Beste Regie in einer Comedy-Serie für Barry
- 2021: Saturn Award als bester Nebendarsteller in Es Kapitel 2
- 2023: Directors Guild of America Award für Beste Regie in einer Comedy-Serie für Barry